# Hadilka
Hadilka (Ophioglossum) či také hadí jazyk je rod kapradin. Spolu s vratičkou (Botrychium) patří hadilky do čeledi hadilkovité (Ophioglossaceae). Známe okolo 50 druhů hadilek. Vyskytují se převážně v tropech, v menším množství v teplých oblastech mírného pásu Evropy a Asie. V České republice se vyskytuje pouze chráněný druh hadilka obecná (Ophioglossum vulgatum).

## Vzhled
Oddenek je krátký plazivý nebo hlízovitý, z kterého vyrůstají kořeny s mykorrhizou.Ve spodní části má jediný dřevostředný svazek cévní a směrem nahoru přechází v několik bočných svazků.
List je většinou jediný dlouze řapíkatý, u tropických zástupců vyrůstají až 4 listy. Dělí se na fertilní (lodyha se sporangiem) jednoduchý klas, výtrusnice jsou dvouřadě srostlé, ponořené v pletivu a sterilní část (přeměněná listová aflebie) celokrajná, síťovitá žilnatina, uzavřená, vzácně při okraji otevřená, bez střední žilky.

## Rozmnožování
Rostlina se rozmnožuje pomocí výtrusů, které jsou ponořeny do pletiva.
Prothalium je kulovité, válcovité nebo vidličnatě větvené s mykorrhizou.
V gametangiu žije nový zárodek až několik let.
Může docházet i k vegetativnímu rozmnožování adventivními pupeny na kořenech.

## Rozšíření a stanoviště
Převážně tropy, méně teplé oblasti mírného pásu Eurasie, Severní Amerika, Afrika,vzácně Česká republika.
Hadilka roste na vlhkých loukách, rašeliništích a pastvinách.

## Druhy

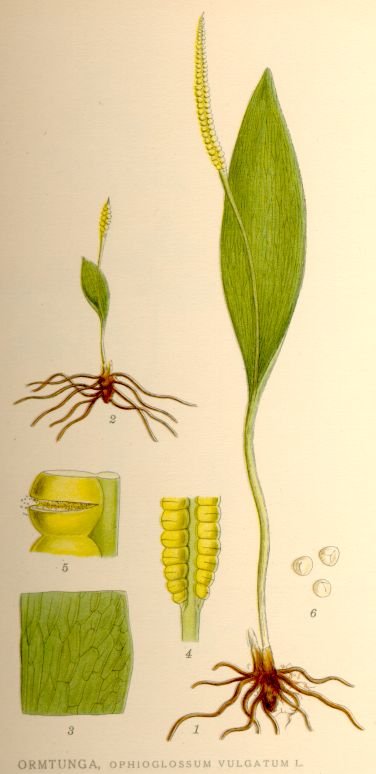
Hadilka obecná (Ophioglossum vulgatum)

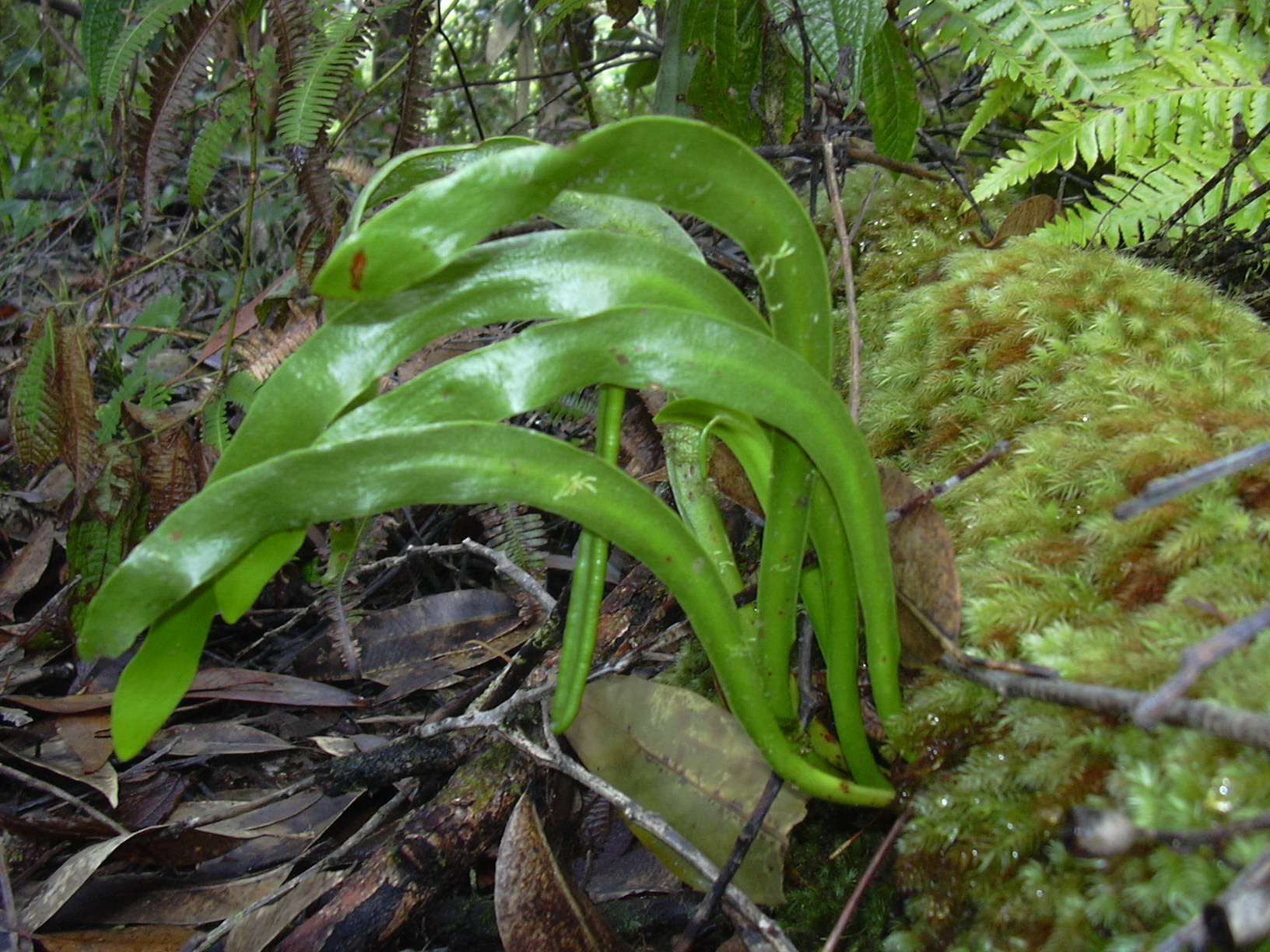
Ophioglossum pendulum

- Ophioglossum azoricum - hadilka azorská
- Ophioglossum californicum
- Ophioglossum concinnum
- Ophioglossum crotalophoroides
- Ophioglossum engelmannii
- Ophioglossum falcatum
- Ophioglossum lusitanicum - hadilka portugalská
- Ophioglossum nudicaule
- Ophioglossum pendulum
- Ophioglossum petiolatum
- Ophioglossum polyphyllum - hadilka mnoholistá
- Ophioglossum pusillum
- Ophioglossum reticulatum
- Ophioglossum vulgatum - hadilka obecná

### Stručný popis některých druhů

#### Ophioglossum vulgatum-hadilka obecná(syn. hadí jazyk obecný)
Vyskytuje se po celé Evropě i v ČR, je řazen mezi silně ohrožené druhy květeny na území Čech, má vysoký počet chromozomů až 2n=540. Dosahuje výšky až 14 cm (výjimečně až 23cm).
Jeho léčebné účinky se užívají při ranách, otocích a vředech. Má pozitivní účinky na pleť. Vyvolává zvracení. (Více zde)

#### Ophioglossum polyphyllum-hadilka mnoholistá
Je nejvzácnější, přísně chráněná rostlina. Dosahuje výšky 20 cm. Počet chromozomů 2n=480.

#### Ophioglossum azoricum-hadilka azorská
Vyskytuje se na vlhkých půdách blízko moře. Počet chromozomů 2n=260.